# Beatriz Corrales

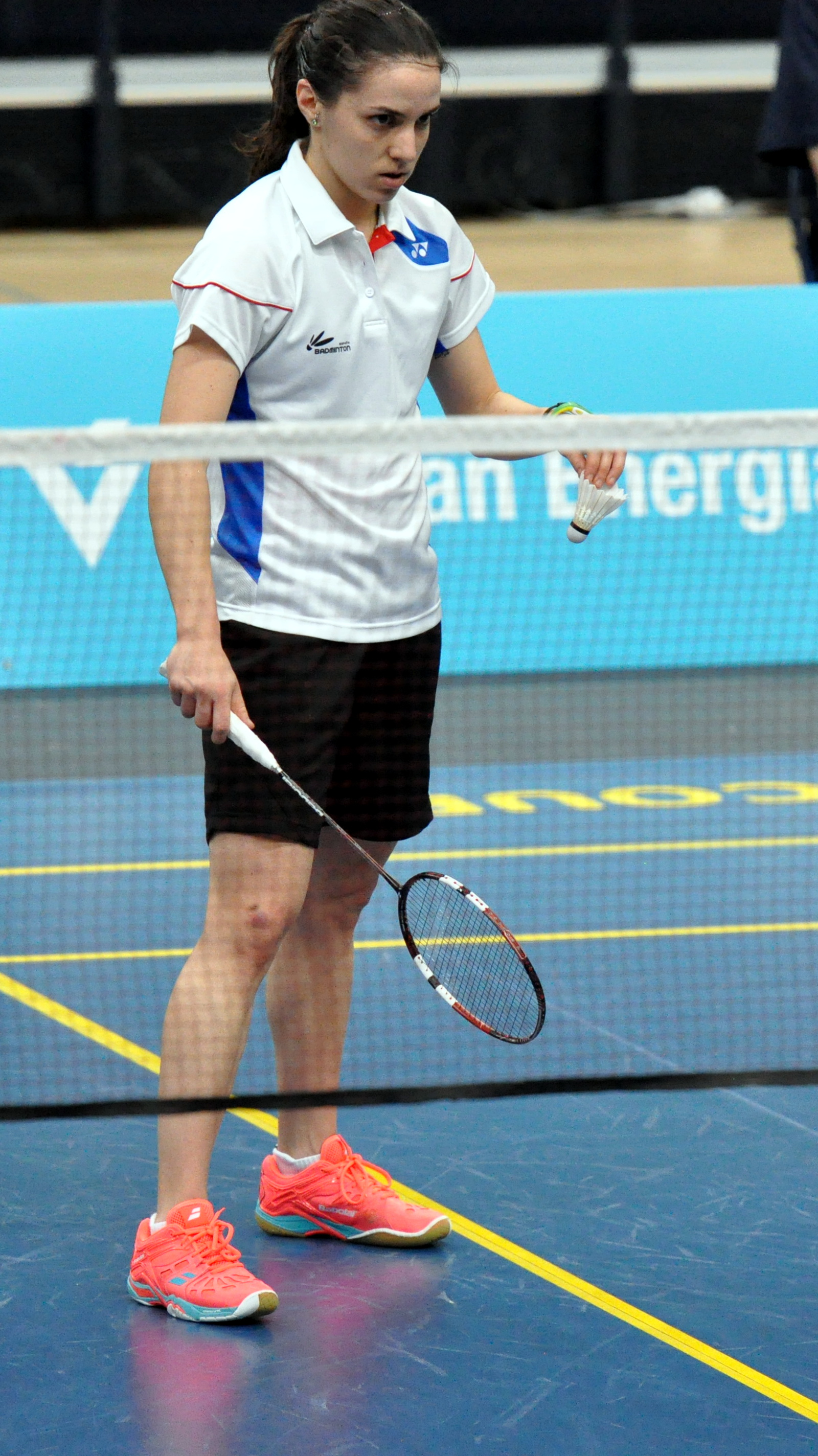
Beatriz Corrales

Beatriz Corrales (* 3. Dezember 1992) ist eine spanische Badmintonspielerin.

## Karriere
Beatriz Corrales wurde 2011 Vize-Junioreneuropameisterin im Dameneinzel. Zuvor hatte sie sich schon erste Medaillen bei den spanischen Titelkämpfen gesichert. Von 2008 bis 2012 wurde sie dort jeweils Zweite im Einzel. Bei den Cyprus International 2009 wurde sie Dritte, bei den Spanish International 2012 Zweite. 2012 siegte sie bei den Portugal International und 2013 bei den Romanian International, den Bulgarian International und den Dutch International. 2014 gewann sie die Welsh International.